# Qiluogou
Qiluogou (kinesiska: 骑骡沟乡, 骑骡沟) är en socken i Kina. Den ligger i provinsen Sichuan, i den sydvästra delen av landet, omkring 420 kilometer söder om provinshuvudstaden Chengdu. Antalet invånare är 6 926. Befolkningen består av 3 338 kvinnor och 3 588 män. Barn under 15 år utgör 25,0 %, vuxna 15-64 år 66 %, och äldre över 65 år 7,0 %.
Genomsnittlig årsnederbörd är 1 211 millimeter. Den regnigaste månaden är juli, med i genomsnitt 275 mm nederbörd, och den torraste är januari, med 5 mm nederbörd.